# N/D Ilhéu da Mina

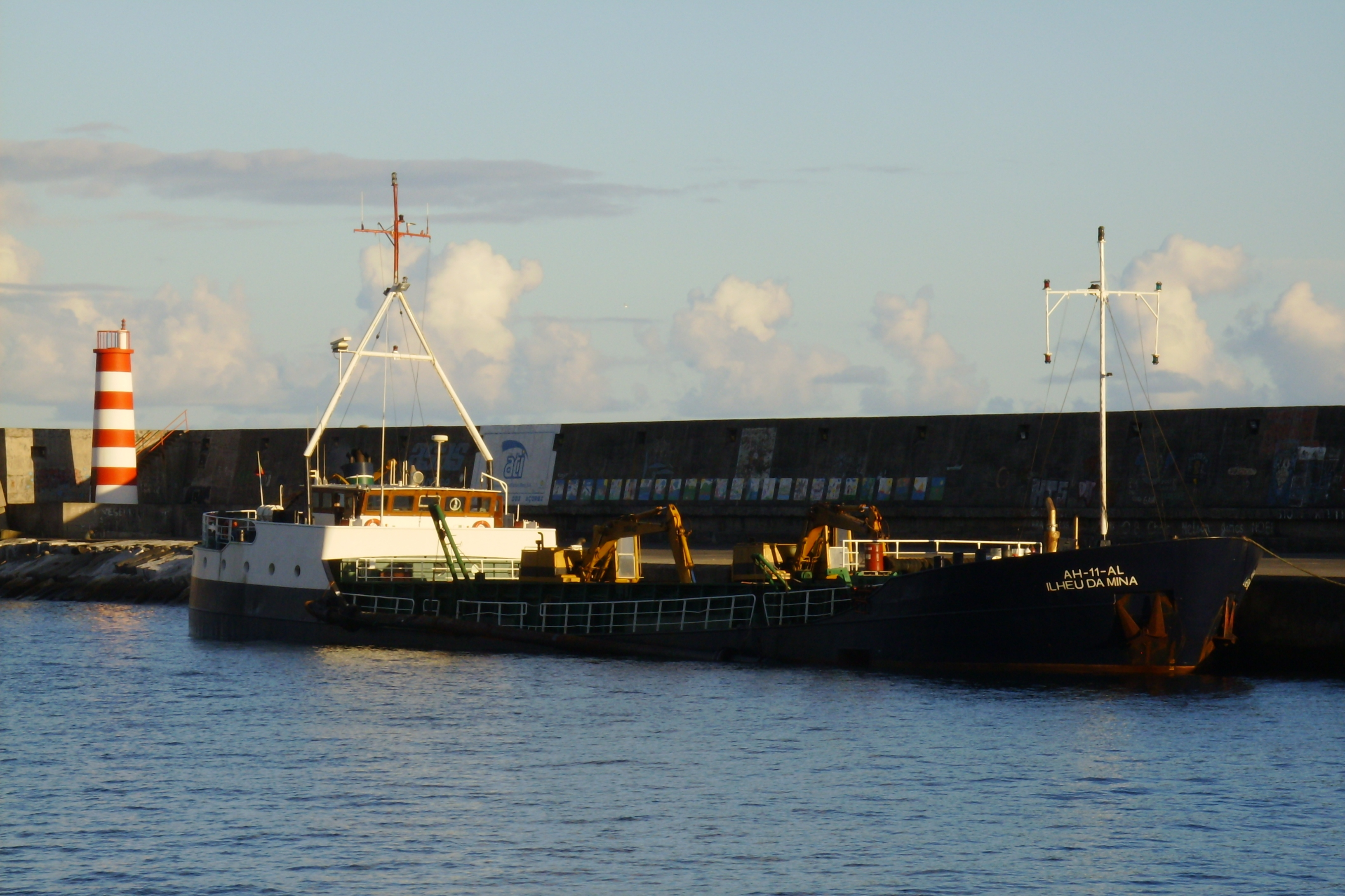
N/D Ilhéu da Mina, porto de Vila do Porto, ilha de Santa Maria, Açores.

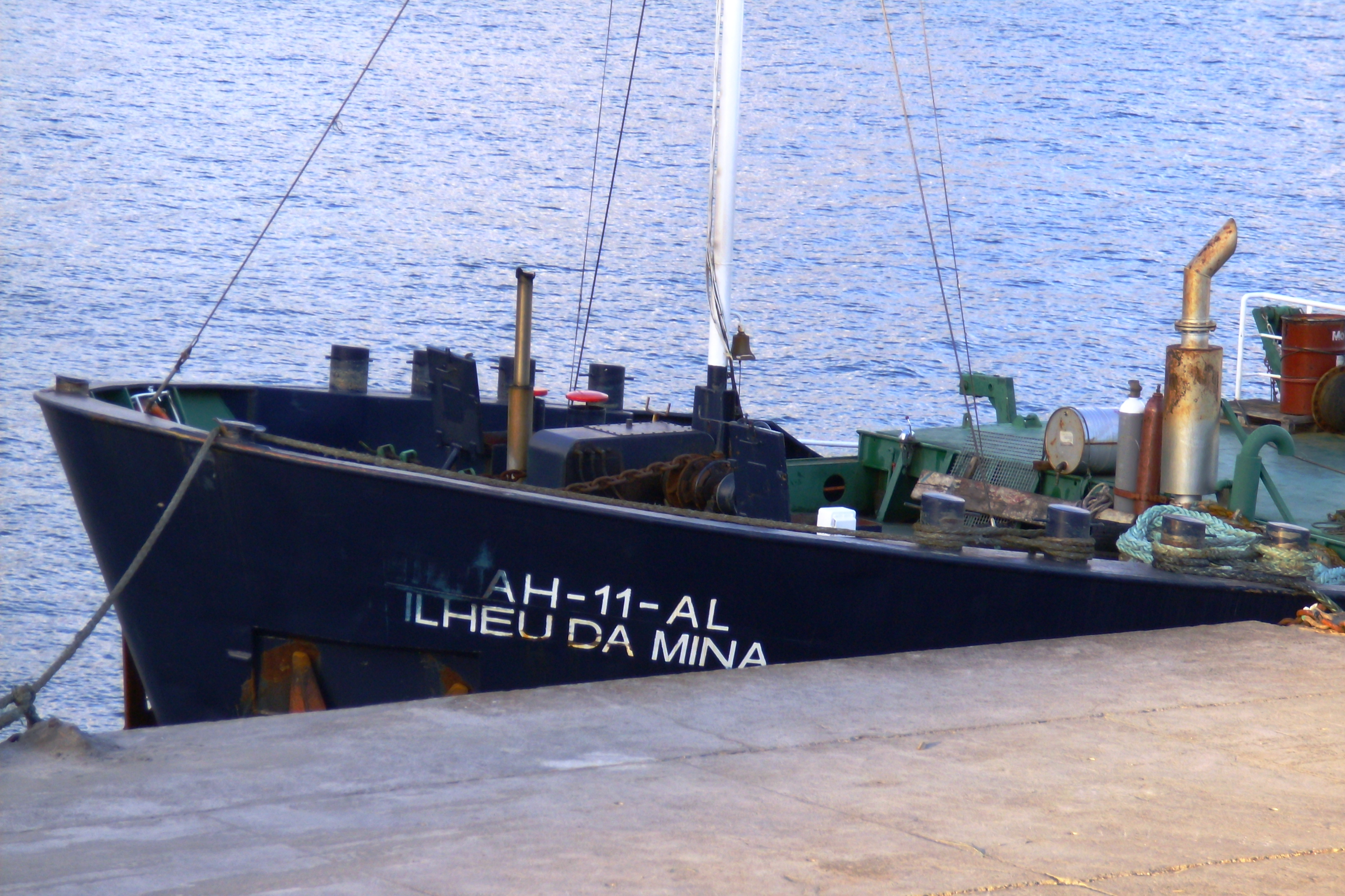
N/D Ilhéu da Mina, porto de Vila do Porto: detalhe.

O N/D Ilhéu da Mina (IMO 7533288) é um navio-draga português em operação no arquipélago dos Açores.

## História
Foi construído em 1977 pelo estaleiro neerlandês Buys Scheepsbouw Krimpen Aan Den Ijssel. Foi batizado como "Riosal". Vendido em diversas ocasiões, em 20 de janeiro de 1983 foi rebatizado como "River Herald", em 31 de março de 1988 como "Espero I", em 21 de junho de 1989 como "Sandettie", em 19 de março de 1993 como "Sirenitas", em 24 de janeiro de 2002 como "Ilheu Damina" e, em 16 de agosto de 2004 recebeu o atual nome.
Atualmente é de propriedade da empresa "Açores Madeira - Sociedade de Extração e Comercialização de Areia dos Açores, Lda.". Normalmente a serviço da Secretaria Regional do Ambiente e do Mar, transporta areia para reposição dos areais das ilhas.

## Características
- Porto de Registo: Angra do Heroísmo
- Tonelagem Bruta: 906 tons